# Saison 2017 du Fighting Irish de Notre Dame
Chronologie
Précédent Suivant
La saison 2017 du Fighting Irish de Notre Dame est le bilan de l'équipe de football américain du Fighting Irish de Notre Dame qui représente l'Université Notre-Dame-du-Lac dans le championnat 2017 de Division 1 (anciennement I-A) du Football Bowl Subdivision (FBS) organisé par la NCAA et ce en tant qu'équipe indépendante.
L'équipe joue ses matchs à domicile au Notre Dame Stadium à South Bend dans l'Indiana et est entraînée pour la 8e année consécutive par Bryan Kelly.

## L'avant-saison

### Saison 2016
L'équipe de 2016 termine la saison régulière avec un bilan de 4 victoires et 8 défaites. Ils ne sont pas éligible pour disputer un bowl d'après saison régulière,

### Draft NFL 2017
Les joueurs suivants de Notre Dame ont été sélectionnés lors de la draft NFL de 2017 :
| Tours | Choix numéro | Joueurs       | Postes | Équipes                 |
| ----- | ------------ | ------------- | ------ | ----------------------- |
| 2     | 52           | DeShone Kizer | QB     | Browns de Cleveland     |
| 7     | 225          | Isaac Rochell | DE     | Chargers de Los Angeles |

### Transferts sortants
- WR - Corey Holmes (Purdue)
- QB - Malik Zaire (Florida)
- C/G - Tristen Hoge (BYU)
- TE - Tyler Luatua (injury)
- OL - Parker Boudreaux (UCF)
- LB - Josh Barajas (Illinois State)
- G - Colin McGovern (Virginia)
- S - Spencer Perry (South Alabama)
- RB - Justin Brent (Nevada)

### Transfert entrants
- WR - Freddy Canteen (Michigan)
- WR - Cameron Smith (Arizona State)
- S - Alohi Gilman (Navy)

### Changements d'entraîneurs
| Départs: - Scott Booker - licencié - Keith Gilmore - licencié - Paul Longo - déplacé vers un rôle administratif - Mike Denbrock - parti à Cincinati - Bob Elliott - parti à Nebraska - Mike Sanford Jr. - parti comme entraîneur principal à Western Kentucky | Arrivées: - Mike Elko - engagé comme coordinateur défensif - Chip Long - engagé comme coordinateur offensif et entraîneur des Tight-ends - Clark Lea - engagé comme entraîneur des Linebackers - DelVaughn Alexander - engagé comme entraîneur des Wide Receivers - Tom Rees - redevient entraîneur des Quarterbacks - Brian Polian - redevient coordinateur des équipes spéciales - Matt Balis - redevient directeur de la performance |

### Classe de recrutement
Les Fighting Irish ont signé un total de 21 recrues.
| Back             | B  |                   | Center | C                 |    | Cornerback    | CB |  | Defensive back | DB |
| Defensive end    | DE | Defensive lineman | DL     | Defensive tackle  | DT | End           | E  |  |                |    |
| Fullback         | FB | Guard             | G      | Halfback          | HB | Kicker        | K  |  |                |    |
| Kickoff Returner | KR | Offensive tackle  | OT     | Offensive lineman | OL | Linebacker    | LB |  |                |    |
| Long snapper     | LS | Punter            | P      | Punt returner     | PR | Quarterback   | QB |  |                |    |
| Running back     | RB | Safety            | S      | Tight end         | TE | Wide receiver | WR |  |                |    |

## L'Ėquipe
| Systèmes        | Tactiques                    |
| --------------- | ---------------------------- |
| Schéma Défensif | 4-2-5 ou Nickel defense (en) |
| Schéma Offensif | Spread offense (en)          |

### Le Staff
| Noms                | Postes                                                 | Ancienneté à Notre Dame | Alma Mater (Année)                                   |
| ------------------- | ------------------------------------------------------ | ----------------------- | ---------------------------------------------------- |
| Brian Kelly         | Entraîneur principal                                   | 8e                      | Assumption (1982)                                    |
| Brian Polian        | Coordinateur des équipes spéciales                     | 6e                      | Université John-Carroll (1997)                       |
| Harry Hiestand      | Coordinateur de la ligne offensive et du jeu de course | 6e                      | Université d'East Stroudsburg en Pennsylvanie (1983) |
| Mike Elko           | Coordinateur défensif                                  | 1re                     | Université de Pennsylvanie (1999)                    |
| Chip Long           | Coordinateur de l'attaque et des Tight Ends            | 1re                     | Université de l'Alabama du Nord (2005)               |
| Mike Elston         | Coordinateurs des Defensive Linemen et du recrutement  | 8e                      | Université du Michigan (1998)                        |
| Autry Denson        | Coordinateur des Running Backs                         | 3e                      | Université Notre-Dame-du-Lac (1999)                  |
| Todd Lyght          | Entraîneur des Defensive Backs                         | 2e                      | Université Notre-Dame-du-Lac (1991)                  |
| DelVaughn Alexander | Entraîneur des Wide Receivers                          | 1re                     | Université de Californie du Sud (1995)               |
| Clark Lea           | Entraîneur des Linebackers                             | 1re                     | Université Vanderbilt (2004)                         |
| Tom Rees            | Entraîneur des Quarterbacks                            | 1re                     | Université Notre-Dame-du-Lac (2013)                  |
| Matt Balis          | Directeur des performances en football                 | 1re                     | Université de Northern Illinois (1996)               |

## Le calendrier et les résultats
Le programme 2017 a été officiellement divulgué le 12 mai 2016. Le match annuel des Shamrock Series n'aura pas lieu afin de permettre 7 matchs à domicile après que le Crossroads Campus aura été rénové (nombreuses améliorations autour et dans le stade de Notre Dame).
| Saison Régulière 2017                                                                              |              |                                         |                  |             |              |                            |             |
| Semaines                                                                                           | Dates        | Stades                                  | Adversaires      | Résultats   | Statistiques | Classements CFP/AP/Coaches | Assistances |
| 1                                                                                                  | 2 septembre  | Notre Dame Stadium, South Bend, IN      | Temple           | G : 49 - 16 | 1 - 0        | NC / NC / NC               | 77 622      |
| 2                                                                                                  | 9 septembre  | Notre Dame Stadium, South Bend, IN      | #15 Georgia      | P : 19 - 20 | 1 - 1        | NE / 24 / 25               | 77 622      |
| 3                                                                                                  | 16 septembre | Alumni Stadium, Chestnut Hill, MA       | @ Boston College | G : 20 - 49 | 2 - 1        | NE / NC / NC               | 44 500      |
| 4                                                                                                  | 23 septembre | Spartan Stadium, East Lansing, MI       | @ Michigan State | G : 18 - 38 | 3 - 1        | NE / NC / NC               | 74 023      |
| 5                                                                                                  | 30 septembre | Notre Dame Stadium, South Bend, IN      | Miami (OH)       | G : 52 - 17 | 4 - 1        | NE / 22 / NC               | 77 622      |
| 6                                                                                                  | 7 octobre    | Kenan Memorial Stadium, Chapel Hill, NC | @ North Carolina | G : 10 - 33 | 5 - 1        | NE / 21 / 22               | 50 000      |
| 7                                                                                                  | 14 octobre   | Bye week                                | Bye week         | Bye week    | Bye week     | NE / 16 / 19               | -           |
| 8                                                                                                  | 21 octobre   | Notre Dame Stadium, South Bend, IN      | #11 USC          | G : 49 - 14 | 6 - 1        | NE / 13 / 16               | 77 622      |
| 9                                                                                                  | 28 octobre   | Notre Dame Stadium, South Bend, IN      | NC State         | G : 35 - 14 | 7 - 1        | NE / 9 / 10                | 77 622      |
| 10                                                                                                 | 4 novembre   | Notre Dame Stadium, South Bend, IN      | Wake Forest      | G : 48 - 37 | 8 - 1        | 3 / 5 / 8                  | 77 622      |
| 11                                                                                                 | 11 novembre  | Sun Life Stadium, Miami Gardens, FL     | @ Miami          | P : 8 - 41  | 8 - 2        | 3 / 5 / 3                  | 65 326      |
| 12                                                                                                 | 18 novembre  | Notre Dame Stadium, South Bend, IN      | Navy             | G : 24 - 17 | 9 - 2        | 8 / 9 / 9                  | 77 622      |
| 13                                                                                                 | 25 novembre  | Stanford Stadium, Stanford, CA          | @ Stanford       | P : 20 - 38 | 9 - 3        | 8 / 9 / 9                  | 47 352      |
| # x indique les classements CFP/AP (Associated Press)/Coaches de l'équipe avant le début du match. |              |                                         |                  |             |              |                            |             |
| Après-saison régulière                                                                             |              |                                         |                  |             |              |                            |             |
| Match                                                                                              | Date         | Stade                                   | Adversaire       | Résultat    | Statistique  | Classements CFP/AP/Coaches | Assistance  |
| Citrus Bowl 2018                                                                                   | 1er janvier  | Camping World Stadium, Orlando, FL      | LSU              | 21 - 17     | 10 - 3       | 14 / 15 / 14               | 57 726      |
| Bilan de la saison : 10 victoires, 3 défaites                                                      |              |                                         |                  |             |              |                            |             |

## Résumés des matchs
| - Date : 14 octobre 2017 |

### Citrus Bowl 2018
Début du match à 13 h 7, fin à 16 h 28 pour une durée totale de jeu de 3 heures et 21 minutes.
Températures de 12 °C, vent de Nord de 27 km/h, ciel nuageux.
A l'issue de la saison régulière 2017, les #15 Fighting Irish sont éligibles pour un bowl et ils acceptent l'invitation à rencontrer, le 1er janvier 2018 lors du 72e Citrus Bowl, l'équipe des #17 Tigers de LSU issue de la Southeastern Conference.
Le Citrus Bowl 2018 a été retransmis par ESPN.
Notre Dame et les Tigers affichent toutes deux au terme de la saison régulière, 9 victoires pour 3 défaites.
Notre Dame jouant pour la première fois de son histoire le Citrus Bowl, est considérée comme l'équipe visiteuse. LSU participe à son 5e Citrus Bowl, la seconde année consécutive.
Le match débute bien pour Notre Dame, QB Brandon Wimbush se connectant avec son WR Equanimeous St. Brown à l'aide d'une passe de 35 yards lors du premier jeu du match. Arrivés sur la ligne des 40 yards de LSU, les Irish n'en profitent pas et n'arrivent pas à gagner le yard nécessaire lors d'un 4e down. Les drives suivant ne mènent à rien, les Irish étant forcés de punter à cinq reprises. Lors du 2e quart-temps, la défense de Notre Dame se montre très solide bloquant à deux reprises l'attaque de LSU alors que celle-ci se trouve à 1 yard de la ligne d'en-but. LSU rate ensuite le FG. Le score est toujours de 0 à 0. QB Brandon Wimbush ne parvenant pas à faire gagner son attaque, il est remplacé par QB Ian Book. Un FG en fin de première mi-temps donne l'avance à Notre Dame, 3 à 0.
En seconde mi-temps, le momentum bascule du côté de LSU à la suite de deux turnovers. Ils en profitent pour inscrire un TD qui leur donne pour la première fois du match l'avance au score. Début de 4e quart-temps, LSU augmente son avance 14 à 6 à la suite d'un nouveau TD inscrit à la suite d'une passe de 2 yards de QB Danny Etling vers Derrius Guice lors d'un 3e down. Sur la possession suivante, QB Ian Book lance une passe de 29 yards réceptionnée par WR Myles Boykin lors d'un 3e et 19. Cinq jeux plus tard, les Irish inscrivent leur premier TD à la suite d'une passe de 6 yards de QB Ian Book vers WR Michael Young. RB Josh Adams réussi la conversion à deux points et Notre dame égalise au score. Les Tigers reprennent l'avance à la suite d'un FG de 17 yards à 2 min 3 s de la fin du match, 17 à 14.
Lors du drive qui s'ensuit, QB Ian Book arrive à joindre son WR Myles Boykin à l'aide d'une passe de 55 yards réceptionnée à une main. Celui-ci se débarrasse de deux adversaires et inscrit à la course le TD qui donne une avance inespérée aux Irish en cette fin de match. La défense de Notre Dame force ensuite l'attaque de LSU à rendre le ballon, celle-ci n'arrivant pas à convertir un quatrième down.
Les Irish remportent leur premier Bowl de Jour de l'an depuis celui du 1er janvier 1994.
L'équipe termine la saison 2017 avec 10 victoires (effaçant la misérable saison 2016 de 4 victoires pour 8 défaites) pour la seconde fois lors des trois dernières années et la cinquième fois seulement depuis 2002.
| QT          | Temps       | Drive       | Drive       | Drive       | Équipe      | Description de l'action | Score | Score |
| QT          | Temps       | Jeux        | Yards       | TDP         | Équipe      | Description de l'action | ND    | LSU   |
| ----------- | ----------- | ----------- | ----------- | ----------- | ----------- | --- | ----- | ----- |
| 2           | 00:04       | 11          | 51          | 02:00       | ND          | FG de 46 yards par K Justin Yoon | 3     | 0     |
| 3           | 11:37       | 5           | 43          | 02:16       | LSU         | TD de 25 yards par RB Derrius Guice à la suite d'une passe de QB Danny Etling + 1 extra-point par K Jack Gonsoulin                            | 3     | 7     |
| 3           | 02:47       | 5           | 18          | 02:20       | ND          | FG de 49 yards par K Justin Yoon | 6     | 7     |
| 4           | 11:13       | 12          | 75          | 06:34       | LSU         | TD de 2 yards par RB Derrius Guice à la suite d'une passe de QB Danny Etling + 1 extra-point par K Jack Gonsoulin                             | 6     | 14    |
| 4           | 07:45       | 10          | 75          | 03:24       | ND          | TD de 6 yards par WR Michael Young à la suite d'une passe de QB Ian Book + 2 extra-point à la suite d'une course de 2 yards par RB Josh Adams | 14    | 14    |
| 4           | 02:03       | 12          | 76          | 05:46       | LSU         | FG de 17 yards par K Jack Gonsoulin | 14    | 17    |
| 4           | 01:28       | 3           | 73          | 00:35       | ND          | TD de 55 yards par WR Miles Boykin à la suite d'une passe de QB Ian Book + 1 extra-point par K Justin Yoon                                    | 21    | 17    |
| Score final | Score final | Score final | Score final | Score final | Score final | Score final | 21    | 17    |

| Meilleur joueur (MVP) |            |       |
| Nom                   | Équipe     | Poste |
| Miles Boykin          | Notre Dame | WR    |

| Statistiques par équipe                |                                                       |                                                      |
| Statistiques                           | ND                                                    | LSU                                                  |
| 1er down                               | 18                                                    | 22                                                   |
| 1er down à la course                   | 10                                                    | 10                                                   |
| 1er down à la passe                    | 8                                                     | 12                                                   |
| 1er down suite pénalité                | 0                                                     | 0                                                    |
| Conversion de 3e down                  | 6/13                                                  | 10/19                                                |
| Conversion de 4e down                  | 0/1                                                   | 0/1                                                  |
| Jeux–yards                             | 61 jeux pour 370 yards                                | 75 jeux pour 399 yards                               |
| Yards à la course                      | 33 courses pour 154 yards moyenne de 4,7 yards/course | 42 courses pour x170 yards moyenne de 4 yards/course |
| Yards à la passe                       | 216                                                   | 229                                                  |
| Passes : Réussies-Tentées-Interceptées | 17/28 passes complétées , 1 interception              | 19/33 passes complétées , 0 interception             |
| Réussite en zone rouge/chances         | 1/1                                                   | 2/3                                                  |
| TD                                     | 2                                                     | 2                                                    |
| Field Goals                            | 2/2                                                   | 1/3                                                  |
| Sacks (Nombre-Yards)                   | 2 pour 12 yards adverses perdus                       | 4 pour 28 yards adverses perdus                      |
| Fumbles (Nombre/Perdus)                | 1/1                                                   | 1/0                                                  |
| Pénalités (Nombre/Yards perdus)        | 4 pour 15 yards perdus                                | 5 pour 27 yards perdus                               |
| Temps de possession                    | 22:28                                                 | 37:32                                                |

| Statistiques individuelles |               |                                                                          |
| Quaterbacks                |               |                                                                          |
| ND                         | Ian Book      | 14/19 passes complétées, 164 yards, 1 interception, 2 TDs, 4 sacks subis |
| LSU                        | Danny Etling  | 19/33 passes complétées, 229 yards, 0 interception, 2 TDs, 2 sacks subis |
| Meilleurs coureurs         |               |                                                                          |
| ND                         | Josh Adams    | 15 courses pour 44 yards nets gagnés, 0 TD, moyenne de 2,9 yards/course  |
| LSU                        | Derrius Guice | 21 courses pour 98 yards nets gagnés, 0 TD, moyenne de 4,7 yards/course  |
| Meilleurs receveurs        |               |                                                                          |
| ND                         | Miles Boykin  | 3 réceptions pour 102 yards gagnés, 1 TD                                 |
| LSU                        | D.J. Chark    | 5 réceptions pour 63 yards gagnés, 0 TD                                  |
| Meilleurs tacleurs         |               |                                                                          |
| ND                         | Coney Te'Von  | 17 tacles dont 7 en solo, 1 QB hit                                       |
| LSU                        | Grant Delpit  | 8 tacles dont 4 en solo,                                                 |

## Classement de la conférence
| Classement 2017 des INDEPENDANTS |                                      |   |   |   |                   |               |
| Places                           | Équipes                              | G | P | N | Bowls             | Stat. Finales |
| 1                                | Black Knights de l'Army              | 9 | 3 | 0 | Armed Forces Bowl | 10 - 3        |
| 2                                | # 14CFP Fighting Irish de Notre Dame | 9 | 3 | 0 | Citrus Bowl       | 10 - 3        |
| 3                                | Minutemen d'UMass                    | 4 | 9 | 0 | -                 | 4 - 8         |
| 4                                | Cougars de BYU                       | 4 | 9 | 0 | -                 | 4 - 9         |

## Rankings 2017
| 2017 | Semaines | Semaines | Semaines | Semaines | Semaines | Semaines | Semaines | Semaines | Semaines | Semaines | Semaines | Semaines | Semaines | Semaines | Semaines | Semaines | Semaines | Semaines |
| Polls | Pré.     | 1        | 2        | 3        | 4        | 5        | 6        | 7        | 8        | 9        | 10       | 11       | 12       | 13       | 14       | Final*   |          |          |
| AP | NC       | #24      | NC       | NC       | # 22     | # 21     | # 16     | # 13     | # 9      | # 5      | # 3      | # 9      | # 9      | # 15     | # 14     | 11*      |          |          |
| Coaches | NC       | #25      | NC       | NC       | NC       | # 22     | # 19     | # 16     | # 10     | # 8      | # 5      | # 9      | # 9      | # 17     | # 15     | 11*      |          |          |
| C.F.P | NE       | NE       | NE       | NE       | NE       | NE       | NE       | NE       | NE       | # 3      | # 3      | # 8      | # 8      | # 15     | # 14     | NE       |          |          |
| --- | -------- | -------- | -------- | -------- | -------- | -------- | -------- | -------- | -------- | -------- | -------- | -------- | -------- | -------- | -------- | -------- | -------- | -------- |
| Légende : NE signifie que le classement n'est PAS PUBLIÉ - - NC signifie que l'équipe est NON CLASSÉE dans le top 25 des divers classements # indique le ranking de l'équipe AVANT le match de la semaine - - * classement final APRES l'éventuel Bowl ou les matchs du CFP |          |          |          |          |          |          |          |          |          |          |          |          |          |          |          |          |          |          |